# Gregory-Teleskop
Das Gregory-Teleskop, auch Gregorianisches Teleskop, ist ein Spiegelteleskop, das von James Gregory 1663 erfunden und erstmals von Robert Hooke 1674 gebaut wurde – wenngleich die von ihm hergestellten Spiegel nicht befriedigend waren. Der Durchbruch gelang einige Jahrzehnte später den Brüdern Hadley, Edward Scarlett und insbesondere James Short, der rund 1400 Teleskope in dieser Bauweise herstellte, darunter im Jahr 1742 das damals weltgrößte Teleskop mit einem Spiegeldurchmesser von 18 Zoll.

Strahlengang eines Gregory-Teleskops

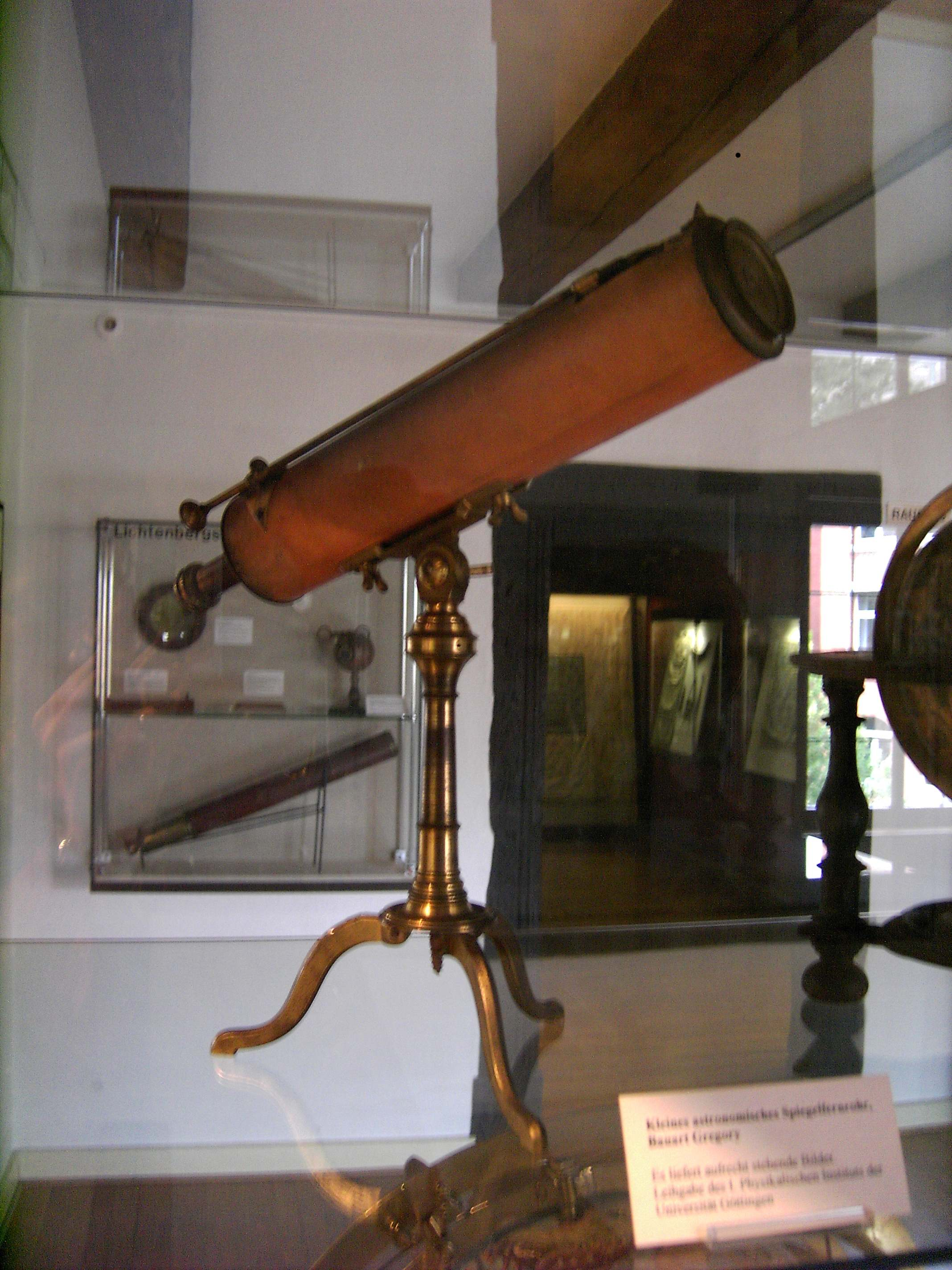
Gregory-Teleskop

Im Gegensatz zum Cassegrain-Teleskop wird ein konkaver Sekundärspiegel jenseits des Primärfokus benutzt, der das Bild durch eine zentrale Öffnung im Primärspiegel in den Sekundärfokus wirft.
Die Bauform wurde wegen der leichteren Herstellung konkaver Sekundärspiegel bis in das 19. Jahrhundert verwendet, stand aber im Schatten der erfolgreicheren, weil kürzeren Konstruktion von Cassegrain. Da das Gregory-Teleskop ein aufrechtstehendes Bild liefert, werden noch heute kleine Spektive in dieser Bauform hergestellt, um die Umkehrprismen einzusparen. Ein abgewandelter Aufbau nach Gregory, mit zusätzlichen Spiegeln zur weiteren Faltung des Strahlenganges, wird in manchen Teleskopen zur Sonnenbeobachtung im Optischen und für Millimeterwellen und Submillimeterwellen benutzt, zum Beispiel beim Viper-Teleskop in der Antarktis oder das Green-Bank-Observatorium. Moderne optische Instrumente dieser Bauart sind die beiden 6,5 m Magellan-Teleskope und das 1,5 m GREGOR-Teleskop auf Teneriffa. Ein Grund für die Wahl der Gregory-Bauform ist, dass man ohne Ausbau des Sekundärspiegels auf den Primärfokus zugreifen kann. Ein Beispiel hierfür ist das Radioteleskop Effelsberg.
Nachteile gegenüber einem vergleichbaren Cassegrain-Teleskop sind der größere Fangspiegel, die dadurch stärkere Obstruktion und der längere Tubus, der nicht nur windanfälliger ist, was eine stabilere Montierung erfordert, sondern eventuell auch eine größere Kuppel nötig macht.